# Saint-Pont
 Saint-Pont  là một xã ở tỉnh Allier thuộc miền trung nước Pháp.